# هاردیال سینگ
هاردیال سینگ (انگلیسی: Hardyal Singh; ۲۸ نوامبر ۱۹۲۸ – ۱۷ اوت ۲۰۱۸) بازیکن هاکی روی چمن اهل هند بود.
وی به‌همراه تیم ملی هاکی روی چمن مردان هند به مقام قهرمانی در بازی‌های المپیک تابستانی ۱۹۵۶ دست پیدا کرده‌است.